# Sorin Misirianțu
Sorin Misirianțu (n. 3 ianuarie 1969, Sărmașu, Mureș, România) este un actor, regizor și scenarist român.
Actor și regizor la Teatrul Național din Cluj și manager la Teatrul de Club Napoca - Cluj-Napoca.

## Filmografie
Filme în care a jucat: 
- Neînvinsă-i dragostea (1993), regia Mihnea Columbeanu
- Servieta cu bucluc (2006), regia Leslie Greif
- Un acoperiș deasupra capului (2006), regia Adrian Popovici
- Despre oameni și melci (2012), regia Tudor Giurgiu
- Oportuniștii - sitcom TV, (2018)

Pup-o,  mă! (2023), regia Tudor Botezatu 

### Filme regizate
- Oportuniștii - sitcom TV, (2018)
- Feedback (2006)
- Rating (2007)
- "Parking" (2010)
- "Benvenuti in Italia" (2010)